# Arimetus tuberosus
Arimetus tuberosus es un coleóptero de la familia Chrysomelidae.

## Distribución geográfica
Habita en Zanzíbar (Tanzania).